# Rilassamento degli sforzi
In meccanica dei materiali il rilassamento degli sforzi (o rilassamento viscoelastico o semplicemente rilassamento) è un comportamento tipico dei materiali viscoelastici (tra cui l'acciaio, il calcestruzzo e le materie plastiche), che comporta una caduta di tensione a deformazione costante.
Si differenzia da un altro noto fenomeno viscoelastico, il creep, il quale comporta invece una variazione di deformazione a carico costante.
Il fenomeno del rilassamento deve essere tenuto in considerazione nelle strutture in calcestruzzo armato precompresso perché determina pericolose cadute di tensione differite nel tempo.

## Prova di rilassamento degli sforzi per gli acciai

Andamento della deformazione (in alto) e della tensione (in basso) in una prova di rilassamento degli sforzi svolta su un materiale viscoelastico.

Le prove di rilassamento nel caso dell'acciaio si effettuano tendendo un filo di acciaio vincolato a due estremità a distanza invariabile (quindi a deformazione costante) e rilevando la riduzione percentuale del carico che avviene durante un intervallo di tempo prefissato.
La normativa italiana prevede che la caduta di tensione per rilassamento (ρ1000) delle armature per precompressione, venga calcolata a 1000 ore dopo la messa in tensione del campione di armatura, a 20 °C  a partire da una tensione iniziale pari al 70% della tensione di rottura a trazione (fpk).
A seconda del valore di ρ1000 , gli acciai armonici vengono classificati in tre classi di armatura.